# Nổ hầm mỏ tại Cổ Giao 2009

Khu vực vụ việc xảy ra

Vụ nổ mỏ than tại Sơn Tây là một vụ nổ khí xảy ra tại một mỏ than tại thành phố Cổ Giao gần Thái Nguyên, thủ phủ tỉnh Sơn Tây, Trung Quốc ngày 22 tháng 2, năm 2009. Theo các nhân viên cứu hộ, số người chết đã tăng lên 44 tính đến 11 giờ trưa ngày 22 tháng 2 (giờ địa phương), 21 người khác vẫn bị chôn vùi dưới lòng đất. Mỏ than bị nổ do tập đoàn Shanxi Coking Coal sở hữu. Shanxi Coking Coal là nhà sản xuất than cốc lớn nhất Trung Quốc và hiện khai thác 28 mỏ than.

## Khái quát
Mỏ than Tunlan với sản lượng hàng năm là 5 triệu tấn than được coi là một trong những mỏ than tốt nhất ở Trung Quốc. Mỏ than này trong 5 năm trước đó chưa có vấn đề lớn gì về an toàn.

## Chi tiết
Vụ tai nạn xảy ra lúc 2:17 rạng sáng Chủ Nhật, 22 tháng 2 năm 2009, khi 436 người thợ đang làm việc dưới mỏ than. Tuy nhiên, may mắn là phần lớn mọi người đã chạy thoát. Các thợ mỏ không cảm thấy bất kỳ dấu hiệu lạ nào trước vụ tai nạn. Khi vụ tai nạn xảy ra họ chỉ cảm thấy bị nghẹt thở. Sau đó lúc khoảng 3:30 sáng, một người nào đó bên ngoài hầm mỏ đã nói rằng "hệ thống thông gió bị hỏng" và ra lệnh cho các thợ mở chạy ra ngoài. Lúc đó nguồn điện đã bị cắt và họ phải đi bộ ra ngoài. Một số sau khi đi bộ khoảng 40 hoặc 50 phút, cảm thấy thiếu oxy và bật thiết bị cung cấp oxy của mình lên.
Theo các nhân viên giải cứu, 74 thợ mỏ đã thiệt mạng, 114 người phải nằm điều trị trong bệnh viện, trong đó có năm người đang trong tình trạng nguy kịch. Khoảng 100 nhân viên cứu hộ đã nỗ lực để giải cứu những người còn đang mắc kẹt dưới đống đổ nát nhưng một vụ cháy trong hầm mỏ đã ngăn cản các nỗ lực cứu hộ. Khoảng 100 thợ mỏ vẫn đang bị mắc kẹt. Một số những thợ mỏ bị mắc kẹt đã sử dụng điện thoại di động để gọi điện cho những người thân. Tính đến 1 giờ chiều 22 tháng 2, 65 thợ mỏ được xác nhận là vẫn còn bị mắc kẹt dưới hầm mỏ.
Hầu hết những người bị thương đang được điều trị vì bị ngộ độc khí mônôxít cacbon.

## Bài học đắt giá
Dù Trung Quốc đã cố gắng cắt giảm các vụ tai nạn bằng cách đóng cửa hơn 1.000 mỏ than nhỏ và nguy hiểm vào năm 2008 nhưng ngành than của nước này vẫn là ngành có tỷ lệ tử vong lớn nhất thế giới. Năm 2008, có 3.200 thợ mỏ thiệt mạng, tăng 15% so với năm 2007. Rất nhiều khu mỏ nhỏ hơn ở Trung Quốc thiếu các biện pháp an toàn và thường gặp hoả hoạn, nổ, ngập và những tai nạn khác.